# Дхарамсала
Дхарамса́ла или Дармса́ла (хинди धर्मशाला, МФА: [dʱʌrʌmˈʃɑːlɑː]; тиб. དྷ་རམ་ས་ལ་) — город в индийском штате Химачал-Прадеш. Административный центр округа Кангра.

## Этимология названия
Название Дхарамсала производно от изначально санскритских слов дхарма (धर्म) и шала (शाला), которые можно перевести как 'духовное жилище' или, более вольно, 'святилище'. Точный литературный перевод затруднён из-за многозначности слова дхарма и культурных аспектов Индии.
В хинди слово дхарамшала обычно означает убежище или гостевой дом для паломников. Традиционно такие «дхарамшалы» сооружались вблизи мест паломничества (обычно в отдалённых местностях) для того, чтобы предоставить место отдыха паломникам. Можно предположить, что город получил название благодаря расположению вблизи от одной из таких «дхармашал».

## История
История Дхарамсалы была связана с индуизмом и буддизмом с давних времён.
В XVIII веке тибетские переселенцы строили здесь многочисленные монастыри, однако считается, что монастыри уступили место традиционным индуистским постройкам. Почти всё местное население (Гадди) — индуисты. В основном распространён культ Шивы и Дурги.
В 1848 году этот район был аннексирован Великобританией, и через год в городе расположился военный гарнизон. В 1852 Дхарамсала стала административной столицей района Кангра и популярной среди британцев горной станцией.
Во время сильного землетрясения 1905 года, в котором погибло около 20 000 человек, город был практически уничтожен, так же как и находящийся по соседству город Кангра. После этого правительственные учреждения переехали в город Шимла, который не находится на линии тектонического сброса (см. Разлом) и менее сейсмоопасен. В Дхарамсале и сейчас нередки слабые землетрясения.
В 1959 году Далай-лама XIV покинул Тибет, а в 1960 принял предложение премьер-министра Индии Джавахарлала Неру использовать это место для работы тибетского правительства в изгнании. Здесь же стала проводить сессии Ассамблея тибетских народных депутатов — тибетский законодательный орган.
С тех пор многие тибетские беженцы (например, здесь жила Ани Пачен) поселились в городе. Большинство из них живёт в Верхней Дхарамсале (Маклеод-Гандж), где они основали монастыри, храмы, школы. Город иногда называют «Маленькой Лхасой», он также стал туристическим и коммерческим центром.
С 2002 в Дхарамсале проводится конкурс «Мисс Тибет».
В 2023 году на стадионе ассоциации крикета штата Химачал-Прадеш состоялись игры чемпионата мира по крикету.

## Физико-географическая характеристика

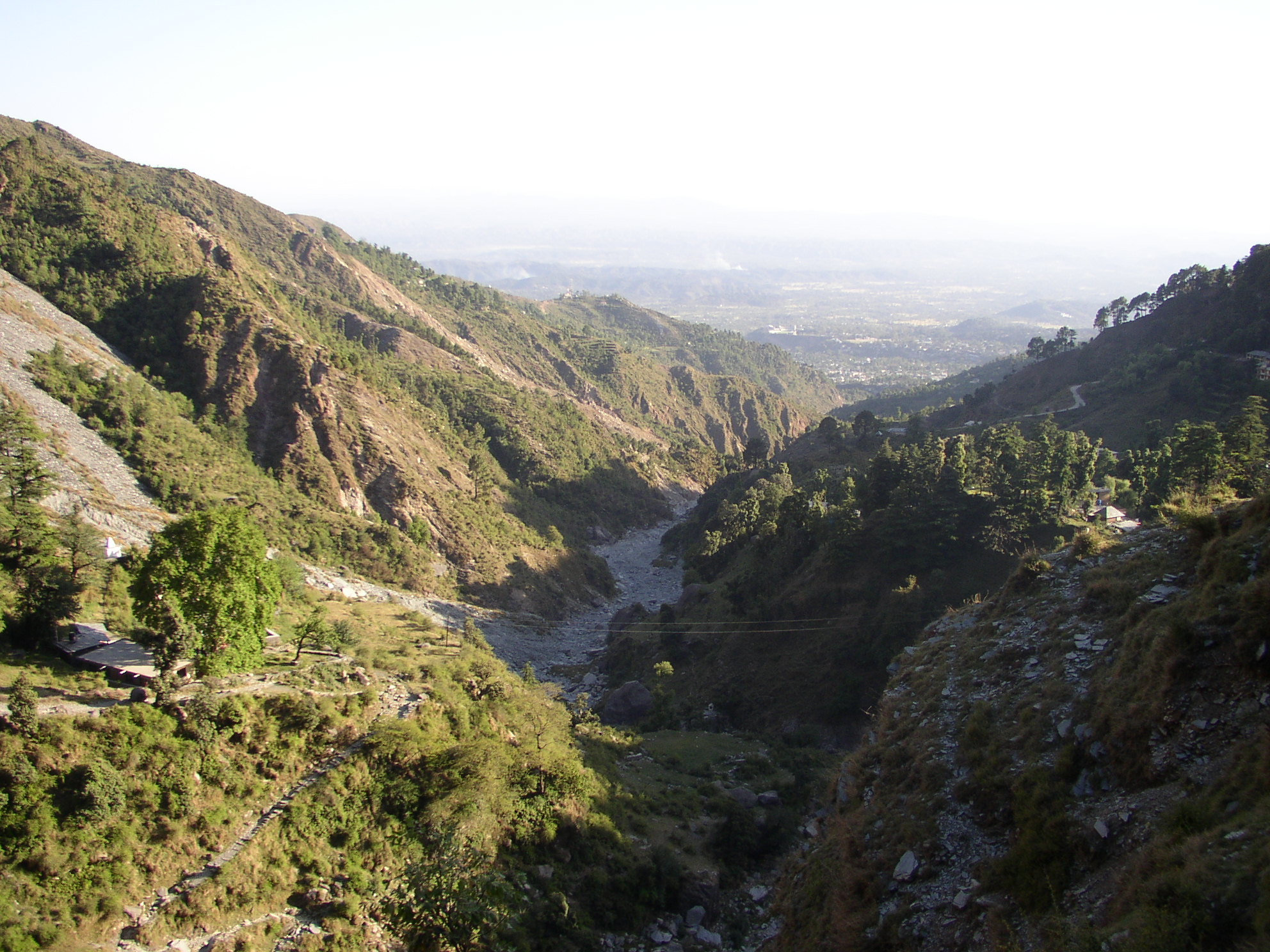
Вид на Дхарамсалу с Маклеод-Гандж

Средняя высота над уровнем моря — 1457 метров, площадь города — 8,51 км².
Дхарамсала расположена в долине Кангра, в тени хребта Дхауладхар. Город разделён на две чётко выраженные части: Нижняя Дхарамсала (деловой и административный центр) и Верхняя Дхарамсала (Маклеод-Гандж). Маклеод-Гандж расположен в 9 километрах по дороге и на 460 метров выше. В Маклеод-Гандж находится резиденция Далай-ламы. Маклеодгандж с Нижней Дхарамсалой соединяет узкая крутая дорога, доступная лишь для такси и небольших автомобилей. Маклеодгандж находится в окружении сосен, гималайских дубов и рододендронов. В нижней части долины располагаются плантации риса, пшеницы, чая.

### Климат
Климат города влажный субтропический (Cwa). Город испытывает влияние муссонов. Лето начинается в начале апреля и длится до середины июня. Максимальные температуры отмечаются в начале июня (до 36 °C). Муссонный сезон длится с июля и до середины сентября. В сезон муссонов выпадает до 3000 мм осадков, что делает Дхарамсалу одним из наиболее влажных мест в штате. Осень продолжается с октября и до конца ноября. Средние температуры осенью 16-17 °C. Зима начинается в декабре и длится до конца февраля. Снег в Верхней Дхарамсале — обычное явление, а в Нижней почти не выпадает. Вслед за зимой наступает короткая и приятная весна. Хребет Дхауладхар обычно покрыт снегом в течение всего года, однако в последние годы он теряет снежный покров в засушливые периоды.
Лучшее время для посещения города — весна и осень.
| Показатель                    | Янв.  | Фев.  | Март | Апр. | Май  | Июнь  | Июль  | Авг.  | Сен.  | Окт. | Нояб. | Дек. | Год    |
| ----------------------------- | ----- | ----- | ---- | ---- | ---- | ----- | ----- | ----- | ----- | ---- | ----- | ---- | ------ |
| Абсолютный максимум, °C       | 24,7  | 28,0  | 31,6 | 35,6 | 38,6 | 38,6  | 42,7  | 37,8  | 34,8  | 34,6 | 26,6  | 28,2 | 42,7   |
| Средний суточный максимум, °C | 14,4  | 12,8  | 21,6 | 26,9 | 29,1 | 30,5  | 27,2  | 26,1  | 24,6  | 23,7 | 19,8  | 16,4 | 23,1   |
| Средний суточный минимум, °C  | 5,1   | 10,3  | 14,7 | 16,3 | 20,1 | 22,9  | 21,4  | 20,2  | 17,5  | 14,8 | 10,7  | 7,4  | 15,1   |
| Абсолютный минимум, °C        | −1,9  | −1,6  | 2,4  | 7,3  | 8,8  | 12,8  | 15,1  | 14,1  | 11,2  | 8,0  | 4,8   | −1   | −1,9   |
| Норма осадков, мм             | 114,5 | 100,7 | 98,8 | 48,6 | 59,1 | 202,7 | 959,7 | 909,2 | 404,8 | 66,3 | 16,7  | 54,0 | 3054,4 |
| Источник:                     |       |       |      |      |      |       |       |       |       |      |       |      |        |

## Население
По результатам переписи населения 2001 года население Дхарамсалы составляло 19 034. Мужчин — 55 %, женщин — 45 %. Уровень грамотности — 77 %, что выше общенационального уровня грамотности 59,5 %. В Дхарамсале грамотность среди мужчин — 80 %, среди женщин — 73 %, 9 % населения младше 6 лет.
В городе живёт около 5000 тибетских беженцев.

## Транспорт

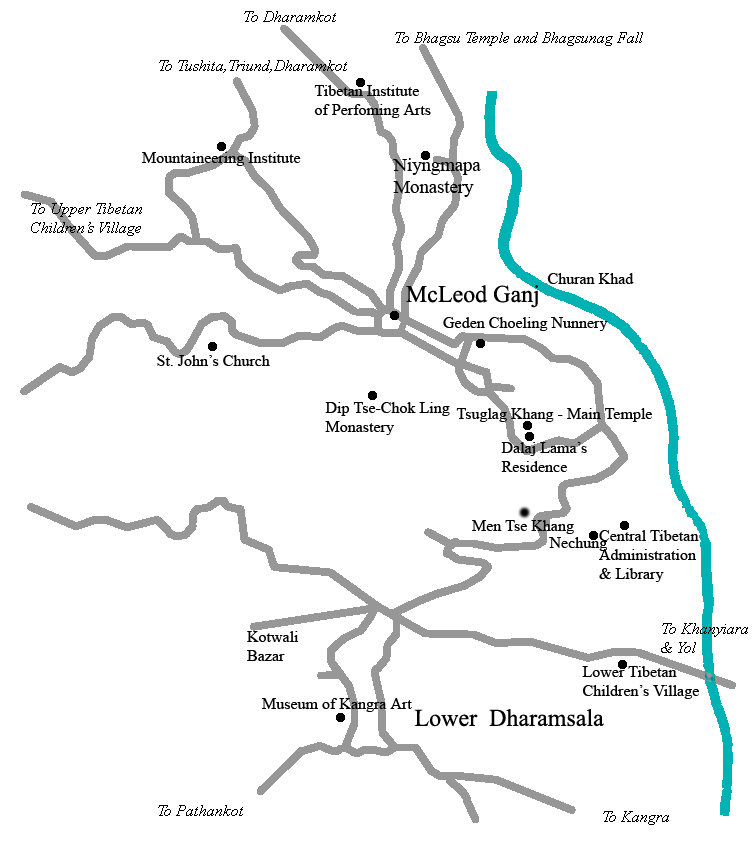
Карта окрестностей Дхарамсалы

Ближайший аэропорт находится в 20 км от Дхарамсалы, возле города Кангра. Большинство туристов приезжают и уезжают на автобусах или по железной дороге.
Из Дели ежедневно ходят туристические автобусы. Отбытие — примерно в 19 часов вечера. Прибытие в Маклеод — примерно в 6-7 часов утра.
В 3,5 часах езды на такси от Дхарамсалы находится железнодорожная станция Чоки-Банк.

## Достопримечательности
- Резиденция Далай-ламы XIV.
- Монастырь Цуглаканг рядом с резиденцией.
- Водопад, находящийся за посёлком Багсу.
- Библиотека, хранящая большое собрание тибетских книг.
- Храм Сахаджи-йоги. Путь к нему лежит через священное озеро.
- Дхарамкот, находящийся в 14 км на вершине холма.
- Резиденция Кармапы.
- Институт тибетской медицины и астрологии Мен-ци-кханг
- Институт Норбулинка

## Галерея

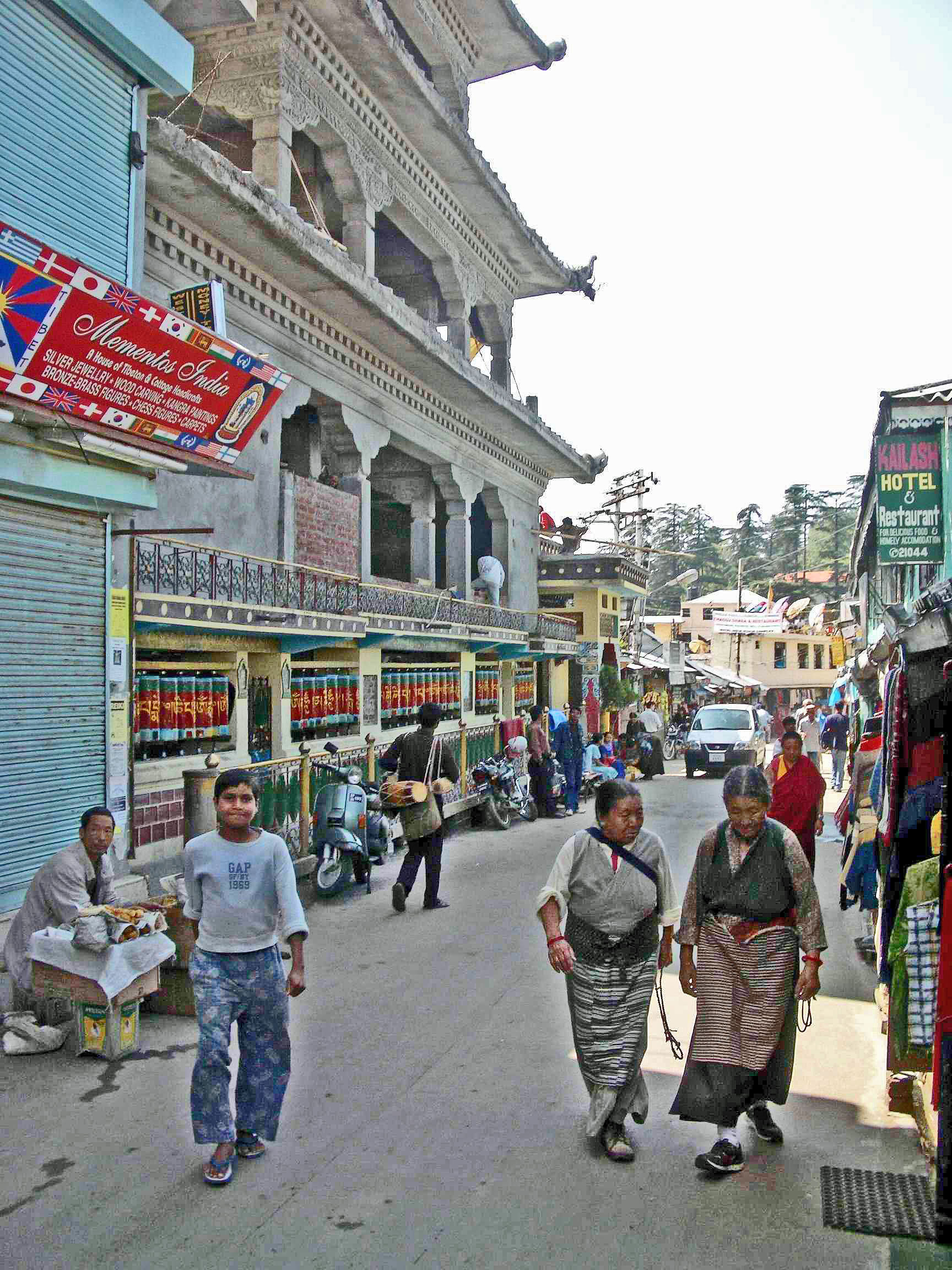
Главная улица Маклеод-Гандж
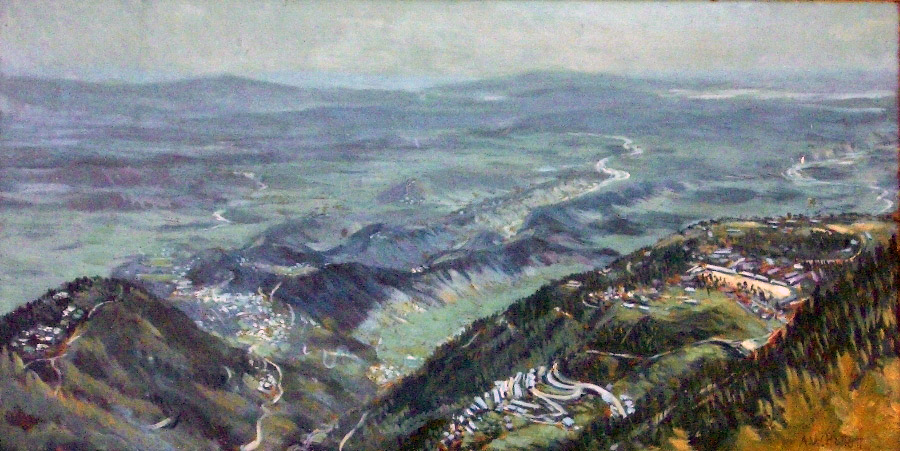
Вид из Дарамкота: Маклеод-Гандж, Нижняя Дармсала и река Биас. Эскиз Альфреда Холлетта, 1980
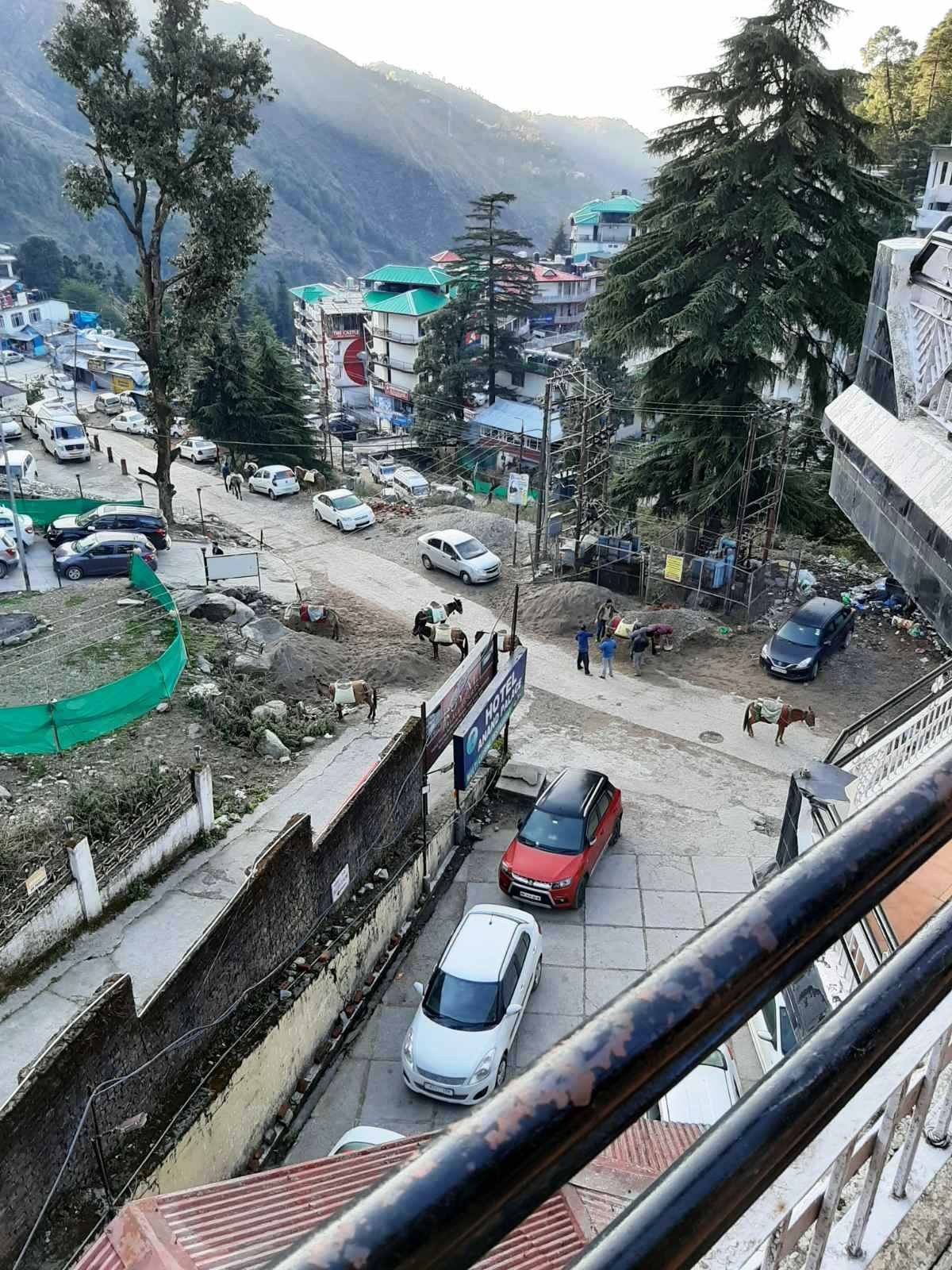
Одна из улиц Дхарамсалы
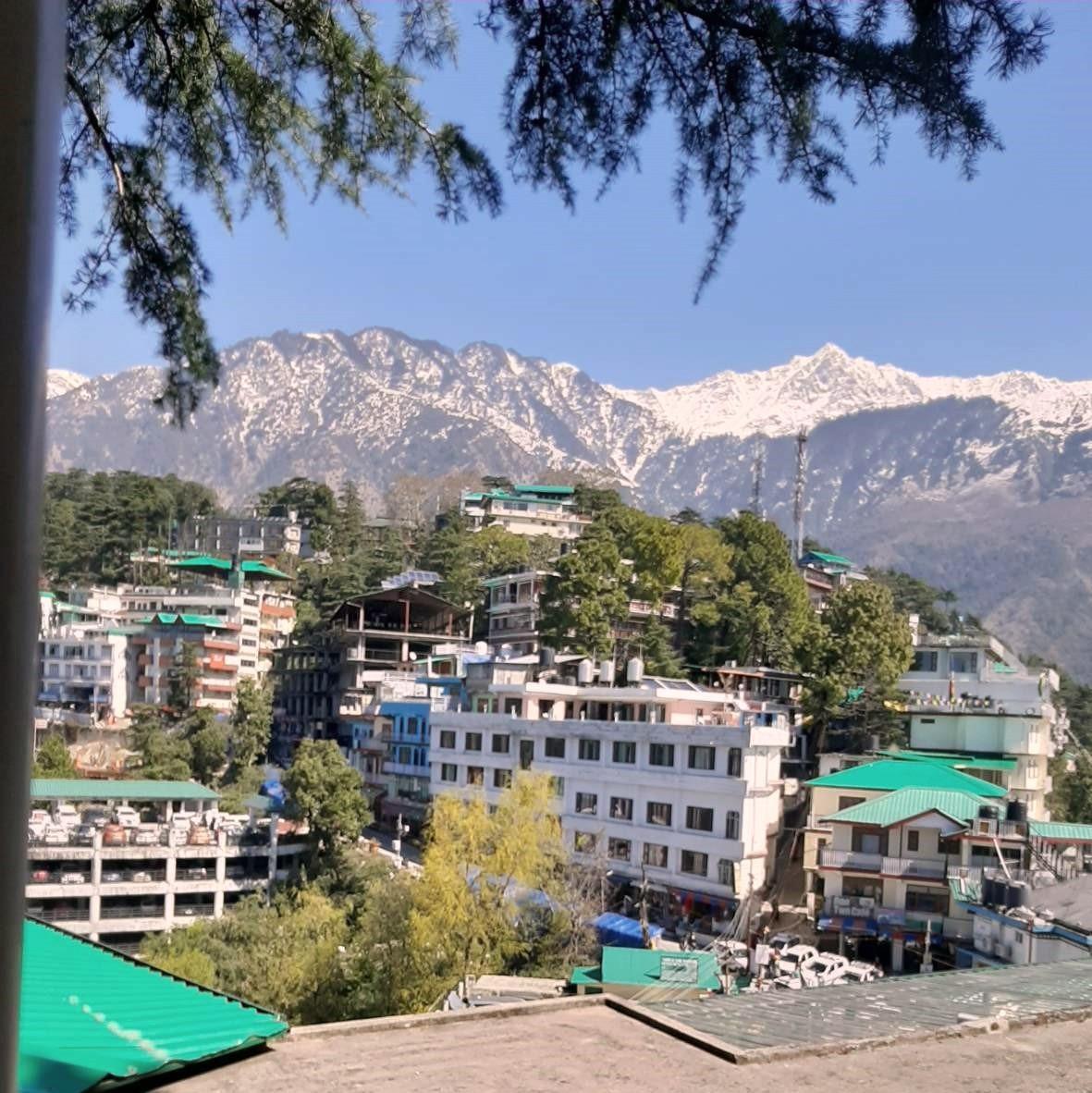
Жилые кварталы Дхарамсалы на фоне Гималайских гор